# Santa Maria in Campo Carleo
Santa Maria in Campo Carleo var en kyrkobyggnad i Rom, helgad åt Jungfru Maria. Kyrkan var belägen i rione Monti, vid Via Alessandrina. ”Campo Carleo” syftar på en bysantinsk ämbetsman vid namn Kaloleo. Denne ägde mark (campus) i grannskapet, därav Campus Kaloleonis, vilket i folkmun blev Campo Carleo.

## Kyrkans historia
Kyrkan nämns för första gången i Catalogo di Cencio Camerario, en förteckning över Roms kyrkor sammanställd av Cencio Savelli år 1192 och bär där namnet sce. Marie in Campicaruleonis.
På denna plats stod ursprungligen en medeltida kyrka, förmodligen från 1000-talet. Under 1500-talet företogs en genomgripande ombyggnad av kyrkan. Enligt dokument från slutet av 1400-talet hade kyrkan två alternativa namn: San Salvatore (Frälsaren) och Santa Maria in Spoglia Christo. ”Spoglia Christo” åsyftar en fresk på fasaden som framställde hur Jesus kläs av, innan han skall piskas. (Jämför latinets spoliare, ”avkläda”.) Sixtus V (1585–1590) lät dock byta ut denna mot en fresk av Mario Arconio, föreställande Jungfru Maria och Jesusbarnet.
Kyrkans fasad var tämligen enkelt utformad med bland annat ett oxöga i det krönande pedimentet. Absiden hade till en början en Jungfru och Barnet av Mario Arconio, men denna ersattes senare av Aureliano Milanis Jungfrun och Barnet med de heliga Petrus och Paulus. Höger sidoaltare var invigt åt Frälsaren, medan det vänstra var invigt åt de heliga Blasius, Rochus och Sebastian.
Den saliga Elisabetta Canori gifte sig med Cristoforo Mora i denna kyrka den 10 januari 1796.
Kyrkan Santa Maria in Campo Carleo revs 1864 vid friläggningen av kejsarfora.

## Bilder

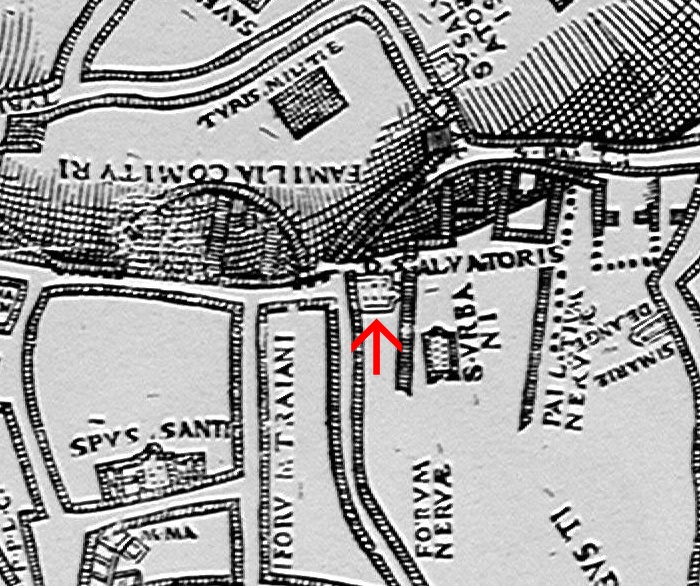
Santa Maria in Campo Carleo (vid den röda pilen, här benämnd S. SALVATORIS) på Leonardo Bufalinis Rom-karta från 1551.
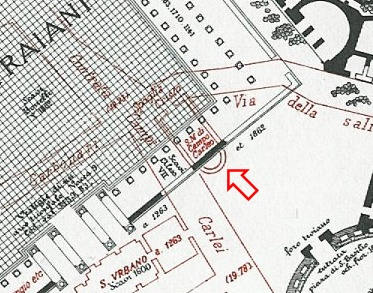
Santa Maria in Campo Carleo (vid den röda pilen) på Rodolfo Lancianis Rom-karta från 1893–1901.

### Fotnoter
1. 1 2  Hülsen 1927, s. 319.
2. 1 2 3  Lombardi 1998, s. 74.
3. ↑  ”Il Catalogo di Cencio Camerario (1192)”. Christian Hülsen – Le chiese di Roma nel medio evo. http://penelope.uchicago.edu/Thayer/I/Gazetteer/Places/Europe/Italy/Lazio/Roma/Rome/churches/_Texts/Huelsen/HUECHI*/1/4.html. Läst 2 oktober 2015.
4. ↑  Nibby 1838, s. 360.
5. 1 2  Armellini 1982, s. 168.
6. ↑  Melchiorri 1840, s. 389.
7. ↑  Armellini 1982, s. 169.
8. ↑  Lombardi 1998, s. 75.